# Чемпионат Европы по волейболу среди мужчин 1997
20-й чемпионат Европы по волейболу среди мужчин прошёл с 6 по 14 сентября 1997 года в двух городах Нидерландов с участием 12 национальных сборных команд. Чемпионский титул впервые в своей истории выиграла сборная Нидерландов.

## Команды-участницы
Нидерланды — страна-организатор;
Италия, Югославия, Болгария, Россия — по итогам чемпионата Европы 1995 года;
Словакия, Греция, Франция, Украина, Чехия, Финляндия, Германия — по итогам квалификации.

## Система проведения чемпионата
12 финалистов чемпионата Европы на предварительном этапе были разбиты на две группы. По две лучшие команды из групп стали участниками плей-офф за 1—4-е места. Итоговые 5—8-е места также по системе плей-офф разыграли команды, занявшие в группах 3—4-е места.

## Города и игровые арены
Соревнования прошли в игровых залах двух городов Нидерландов — Эйндховена и Хертогенбоса.
- Хертогенбос.

В арене «Maaspoort» прошли матчи группы «А» предварительного этапа чемпионата. Арена построена в 1982 году. Вместимость трибун — 3500 зрителей.
- Эйндховен.

В «Indoor Sportcentrum Eindhoven» прошли матчи группы «B» предварительного этапа и плей-офф чемпионата. Построена в 1993 году. Вместимость трибун — 6700 зрителей.

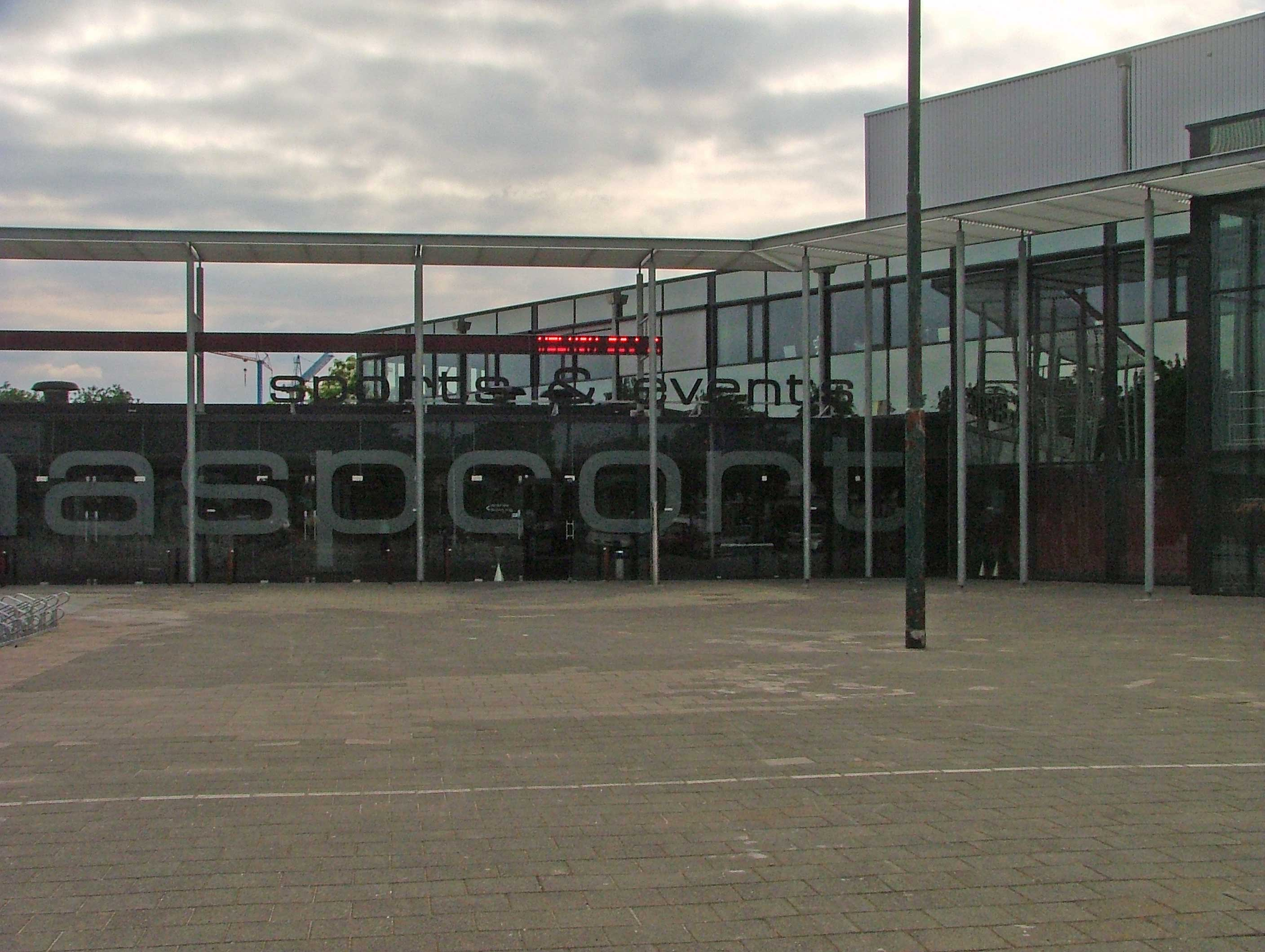
Хертогенбос Maaspoort
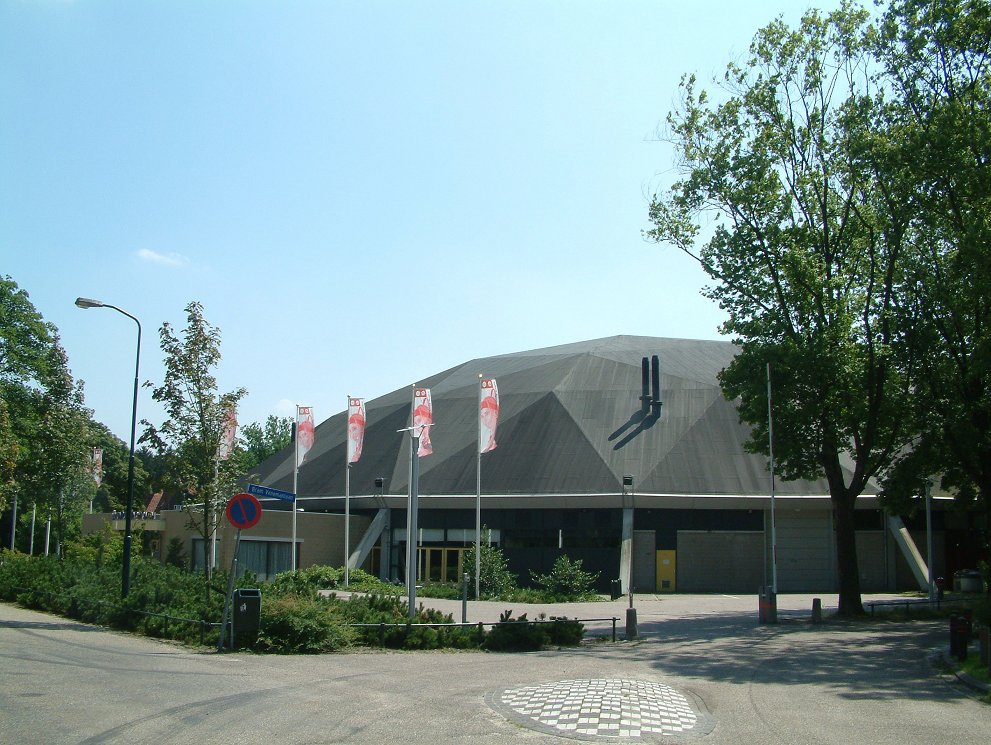
Эйндховен Indoor Sportcentrum Eindhoven

## Предварительный этап

### Группа А
Хертогенбос

| М | Команда   | 1   | 2   | 3   | 4   | 5   | 6   | И | В | П | С/П   | О |
| - | --------- | --- | --- | --- | --- | --- | --- | - | - | - | ----- | - |
| 1 | Югославия |     | 3:0 | 3:0 | 0:3 | 3:0 | 3:1 | 5 | 4 | 1 | 12:4  | 9 |
| 2 | Италия    | 0:3 |     | 3:1 | 3:0 | 3:0 | 3:0 | 5 | 4 | 1 | 12:4  | 9 |
| 3 | Словакия  | 0:3 | 1:3 |     | 3:2 | 3:1 | 3:1 | 5 | 3 | 2 | 10:10 | 8 |
| 4 | Россия    | 3:0 | 0:3 | 2:3 |     | 2:3 | 3:0 | 5 | 2 | 3 | 10:9  | 7 |
| 5 | Германия  | 0:3 | 0:3 | 1:3 | 3:2 |     | 3:1 | 5 | 2 | 3 | 7:12  | 7 |
| 6 | Греция    | 1:3 | 0:3 | 1:3 | 0:3 | 1:3 |     | 5 | 0 | 5 | 3:15  | 5 |

6 сентября: Италия — Греция 3:0 (16:14, 15:4, 15:3); Словакия — Германия 3:1 (13:15, 15:12, 15:9, 15:10); Россия — Югославия 3:0 (16:14, 15:11, 15:13).
7 сентября: Германия — Греция 3:1 (17:15, 15:9, 7:15, 15:8); Словакия — Россия 3:2 (6:15, 15:10, 16:14, 10:15, 15:12); Югославия — Италия 3:0 (15:13, 15:9, 15:5).
8 сентября: Германия — Россия 3:2 (15:9, 15:10, 6:15, 4:15, 16:14); Италия — Словакия 3:1 (15:13, 12:15, 15:11, 15:5); Югославия — Греция 3:1 (15:5, 14:16, 15:6, 15:6).
10 сентября: Италия — Германия 3:0 (15:10, 15:9, 15:4); Россия — Греция 3:0 (15:5, 15:9, 15:12); Югославия — Словакия 3:0 (15:7, 15:4, 15:8).
11 сентября: Италия — Россия 3:0 (15:6, 15:10, 15:12); Словакия — Греция 3:1 (15:10, 15:11, 2:15, 15:13); Югославия — Германия 3:0 (15:8, 16:14, 15:7).

### Группа В
Эйндховен
| М | Команда    | 1   | 2   | 3   | 4   | 5   | 6   | И | В | П | С/П   | О  |
| - | ---------- | --- | --- | --- | --- | --- | --- | - | - | - | ----- | -- |
| 1 | Нидерланды |     | 3:0 | 3:0 | 3:0 | 3:0 | 3:0 | 5 | 5 | 0 | 15:0  | 10 |
| 2 | Франция    | 0:3 |     | 3:2 | 1:3 | 3:0 | 3:0 | 5 | 3 | 2 | 10:8  | 8  |
| 3 | Украина    | 0:3 | 2:3 |     | 3:2 | 3:2 | 3:0 | 5 | 3 | 2 | 11:10 | 8  |
| 4 | Чехия      | 0:3 | 3:1 | 2:3 |     | 2:3 | 3:2 | 5 | 2 | 3 | 10:12 | 7  |
| 5 | Болгария   | 0:3 | 0:3 | 2:3 | 3:2 |     | 3:1 | 5 | 2 | 3 | 8:12  | 7  |
| 6 | Финляндия  | 0:3 | 0:3 | 0:3 | 2:3 | 1:3 |     | 5 | 0 | 5 | 3:15  | 5  |

6 сентября: Нидерланды — Финляндия 3:0 (15:3, 15:7, 15:2); Чехия — Франция 3:1 (16:14, 7:15, 15:1, 15:12); Украина — Болгария 3:2 (8:15, 15:7, 11:15, 15:10, 15:9).
7 сентября: Франция — Финляндия 3:0 (15:5, 15:13, 15:7); Нидерланды — Украина 3:0 (15:6, 15:10, 15:1); Болгария — Чехия 3:2 (5:15, 15:10, 15:11, 10:15, 15:11).
8 сентября: Украина — Финляндия 3:0 (15:12, 15:1, 15:9); Франция — Болгария 3:0 (15:10, 17:15, 15:2); Нидерланды — Чехия 3:0 (15:7, 15:2, 15:6).
10 сентября: Болгария — Финляндия 3:1 (15:12, 9:15, 15:7, 15:11); Украина — Чехия 3:2 (11:15, 15:9, 10:15, 15:13, 15:11); Нидерланды — Франция 3:0 (16:14, 15:6, 15:5).
11 сентября: Чехия — Финляндия 3:2 (12:15, 15:11, 15:11, 10:15, 15:11); Франция — Украина 3:2 (15:13, 15:8, 13:15, 3:15, 19:17); Нидерланды — Болгария 3:0 (15:3, 15:9, 15:10).

## Плей-офф
Эйндховен

### Полуфинал за 1—4 места
13 сентября
Югославия — Франция 3:0 (15:6, 17:15, 15:11)
Нидерланды — Италия 3:0 (15:9, 15:6, 15:13)

### Полуфинал за 5—8 места
13 сентября
Чехия — Словакия 3:0 (15:10, 15:11, 15:11)
Россия — Украина 3:0 (15:10, 15:4, 15:12)

### Матч за 7-е место
14 сентября
Словакия — Украина 3:0 (15:3, 15:13, 15:3)

### Матч за 5-е место
14 сентября
Россия — Чехия 3:0 (15:10, 15:9, 15:9)

### Матч за 3-е место
14 сентября
Италия — Франция 3:1 (15:2, 15:6, 10:15, 15:8)

### Финал
| 14 сентября 1997 | \| Нидерланды \| 3:1 sport-express.ru \| Югославия \| \| Бас ван де Гор (5) Петер Бланже (3) Рейндер Нуммердор (8) Хенк-Ян Хелд (3) Рихард Схёйл (12) Гёйдо Гёртзен (6) Михель ван де Гор Роберт ван Эс Миша Латухихин Олаф ван дер Мёлен \| Голы \| Дьюла Мештер (4) Никола Грбич (3) Горан Вуевич (5) Желько Танаскович (5) Владимир Батез (5) Владимир Грбич (9) Слободан Ковач Андрия Герич (1) Джордже Джюрич Слободан Бошкан \| | Эйндховен Крытый спортивный центр 6700 зрителей |
| Счёт по партиям — 15:11, 10:15, 15:10, 15:9. Время матча — 2 часа 03 минуты. Судьи: Скарбовик, Сокуллу.                                                                          | | |
| Нидерланды | 3:1 sport-express.ru | Югославия |
| Бас ван де Гор (5) Петер Бланже (3) Рейндер Нуммердор (8) Хенк-Ян Хелд (3) Рихард Схёйл (12) Гёйдо Гёртзен (6) Михель ван де Гор Роберт ван Эс Миша Латухихин Олаф ван дер Мёлен | Голы | Дьюла Мештер (4) Никола Грбич (3) Горан Вуевич (5) Желько Танаскович (5) Владимир Батез (5) Владимир Грбич (9) Слободан Ковач Андрия Герич (1) Джордже Джюрич Слободан Бошкан |

## Итоги

### Положение команд
| Нидерланды | 7. Словакия      |
| Югославия  | 8. Украина       |
| Италия     | 9—10. Болгария   |
| 4. Франция | 9—10. Германия   |
| 5. Россия  | 11—12. Греция    |
| 6. Чехия   | 11—12. Финляндия |

### Призёры
Нидерланды: Петер Бланже, Гёйдо Гёртзен, Хенк-Ян Хелд, Альберт Кристина, Рейндер Нуммердор, Рихард Схёйл, Бас ван де Гор, Михель ван де Гор, Йохем де Грёйтер, Миша Латухихин, Олаф ван дер Мёлен, Роберт ван Эс. Главный тренер — Тон Гербрандс.
  Югославия: Владимир Батез, Джордже Джюрич, Деян Брджович, Слободан Бошкан, Дьюла Мештер, Никола Грбич, Владимир Грбич, Андрия Герич, Горан Вуевич, Слободан Ковач, Желько Танаскович, Велько Петкович, Райко Йоканович. Главный тренер — Зоран Гаич.
  Италия: Альберто Баки, Давиде Беллини, Клаудио Бонати, Вигор Боволента, Андреа Гардини, Андреа Джани, Паскуале Гравина, Марко Меони, Микеле Пазинато, Дамьяно Пиппи, Симоне Розальба, Андреа Сарторетти. Главный тренер — Бебето.

### Индивидуальные призы
- MVP:  Гёйдо Гёртзен
- Лучший связующий:  Никола Грбич
- Лучший в атаке:  Бас ван де Гор
- Лучший на блоке:  Андреа Джани
- Лучший на подаче:  Франс Гранворка
- Лучший в защите:  Милан Гадрава
- Лучший на приёме:  Рейндер Нуммердор

## Сборная России
Константин Ушаков, Руслан Олихвер, Сергей Орленко, Павел Шишкин, Валерий Горюшев, Сергей Тетюхин, Игорь Шулепов, Алексей Казаков, Станислав Динейкин, Вадим Хамутцких, Руслан Жбанков, Александр Березин. Главный тренер — Вячеслав Платонов.